# Лихай (Юта)
Лихай (англ. Lehi) — город в штате Юта (США). к югу от столицы штата Солт-Лейк-Сити. Административный центр округа Юта. В 2010 году в городе проживали 47 407 человек. Назван в честь Легия, персонажа Книги Мормона, основан в 1850 году.
По данным Бюро переписи населения США Лихай имеет площадь 69,1 квадратных километров.

## Население
| Год переписи | Нас.  |  | %±     |
| ------------ | ----- |  | ------ |
| 1890         | 1907  |  | —      |
| 1900         | 3033  |  | 59%    |
| 1910         | 3344  |  | 10,3%  |
| 1920         | 3078  |  | −8%    |
| 1930         | 2826  |  | −8,2%  |
| 1940         | 2733  |  | −3,3%  |
| 1950         | 3627  |  | 32,7%  |
| 1960         | 4377  |  | 20,7%  |
| 1970         | 4659  |  | 6,4%   |
| 1980         | 6848  |  | 47%    |
| 1990         | 8475  |  | 23,8%  |
| 2000         | 19028 |  | 124,5% |
| 2010         | 47407 |  | 149,1% |
| 2018         | 66037 |  | 39,3%  |

По данным переписи 2010 года население Лихай составляло 47 407 человека (из них 50,2 % мужчин и 49,8 % женщин), в городе было 12 402 домашних хозяйств и 10 998 семей. Расовый состав: белые — 92,7 %, коренные американцы — 0,4 % афроамериканцы — 0,4 %, азиаты — 1,4 % и представители двух и более рас — 2,5 %. 6,4 % населения города — латиноамериканцы (4,2 % мексиканцев).
Население города по возрастному диапазону по данным переписи 2010 года распределилось следующим образом: 43,3 % — жители младше 18 лет, 2,8 % — между 18 и 21 годами, 49,3 % — от 21 до 65 лет и 4,6 % — в возрасте 65 лет и старше. Средний возраст населения — 24,9 года. На каждые 100 женщин в Лихай приходилось 100,7 мужчин, при этом на 100 совершеннолетних женщин приходилось уже 97,4 мужчин сопоставимого возраста.
Из 12 402 домашних хозяйств 88,7 % представляли собой семьи: 78,4 % совместно проживающих супружеских пар (54,9 % с детьми младше 18 лет); 7,1 % — женщины, проживающие без мужей и 3,2 % — мужчины, проживающие без жён. 11,3 % не имели семьи. В среднем домашнее хозяйство ведут 3,81 человека, а средний размер семьи — 4,08 человека. В одиночестве проживали 9,0 % населения, 2,9 % составляли одинокие пожилые люди (старше 65 лет).

## Экономика
В 2017 году из 35 555 человек старше 16 лет имели работу 23 987. При этом мужчины имели медианный доход в 68 646 долларов США в год против 41 745 долларов среднегодового дохода у женщин. В 2016 году медианный доход на семью оценивался в 88 278 $, на домашнее хозяйство — в 85 794 $. Доход на душу населения — 25 894 $ в год. 5,2 % от всего числа семей в Лихай и 5,8 % от всей численности населения находилось на момент переписи за чертой бедности.